# Thapsia nestleri
Thapsia nestleri är en flockblommig växt som beskrevs 1828 av Soy.-Will., och gavs sitt nuvarande namn 2016 av Wojew., Banasiak, Reduron och Spalik. Arten tillhör släktet Thapsia och familjen Apiaceae.
Arten förekommer i bergen från södra Frankrike till Iberiska halvön. Den är en perenn som främst växer i tempererade habitat.
Tre underarter är accepterade:
- Thapsia nestleri nestleri
- Thapsia nestleri flabellata (P.Monts.) Fern.Prieto, García Fresno, Sanna & Cires
- Thapsia nestleri lainzii (P.Monts.) Cires & Fern.Prieto